# El Pedroso
El Pedroso is een gemeente in de Spaanse provincie Sevilla in de regio Andalusië met een oppervlakte van 314 km². In 2007 telde El Pedroso 2259 inwoners.